# Psicologia morale

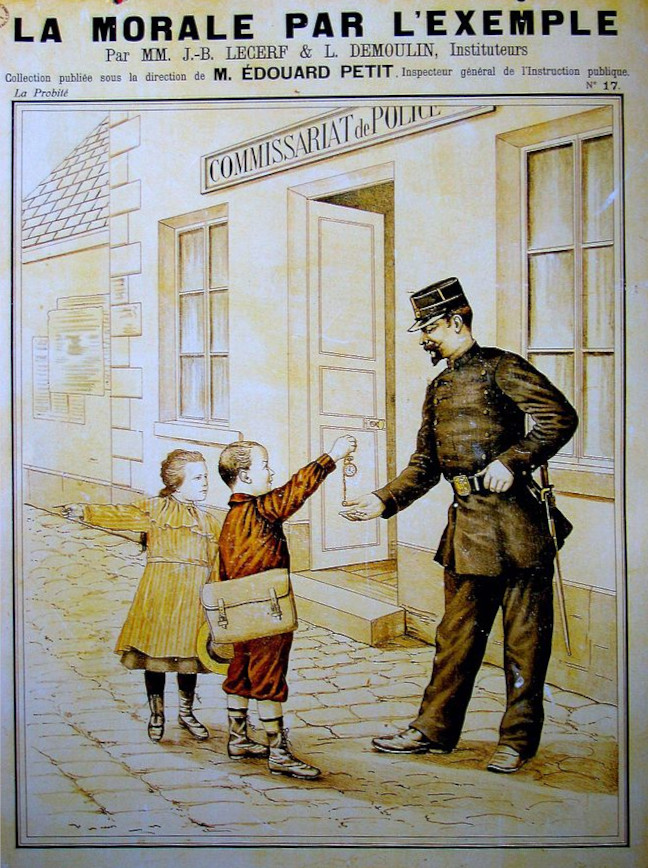
Volantino francese di una serie per insegnare la morale ai bambini. Lo sviluppo della morale dei bambini sarà il primo a venire studiato dalla psicologia.

La psicologia morale è una branca della psicologia che si occupa dello studio della morale e del suo sviluppo, del ragionamento etico, dei valori morali e degli atteggiamenti emotivi dell'individuo e dei gruppi sociali.

## Definizione

### Approccio
Al fine di analizzare fenomeni cognitivi inosservabili come il giudizio del giusto e dello sbagliato o lo studio di comportamenti solitamente influenzati da preoccupazioni etiche come ad esempio il problema del carrello ferroviario, dilemma morale dove bisogna scegliere tra la vita e la morte, la psicologia morale ricorre tradizionalmente all'uso di vignette, questionari, giochi ed esperimenti mentali.
Lo studio di sole situazioni ipotetiche, vista l'impossibilità di attuare questi studi in situazioni reali, è però motivazionalmente inaccessibile e può comportare una mancata corrispondenza tra i dati raccolti, che rispecchiano le intenzioni e l'effettivo comportamento dell'individuo nel caso in cui la situazione ipotetica si realizzasse, in quanto potrebbero manifestarsi ulteriori preoccupazioni etiche non prevedibili con il ragionamento.

### Egoismo e altruismo
Uno dei fenomeni cognitivi che la psicologia morale va ad indagare sono gli atteggiamenti dell'individuo e nello specifico altruismo ed egoismo sono tra i più ricorrenti. Gli atteggiamenti all'interno di un gruppo solitamente rispecchiano la percezione che un individuo ha di quelli altrui e dipendono dai suoi principi morali e dai suoi fini, nonostante generalmente si tenda ad agire per un bene comune, come hanno mostrato gli studi di Michael Tommasello e Amrisha Vaish.

### Sé morale
L'autoconsapevolezza del sé morale di un individuo è di fondamentale rilevanza per poterne indagare la morale, in quanto egli tenterà di agire in maniera conforme alla visione che ha della propria moralità. Una persona, secondo il modello di Augusto Blasi, è motivata a compiere determinate azioni solamente perché la propria idea di sé le compierebbe.
Questo causa un conflitto con i classici metodi di studio sociali, che depersonalizzano la morale per discuterla in maniera astratta. La comprensione morale, infatti, è integrata con la personalità e con le emozioni morali.

## Storia
I primi studi sullo sviluppo della morale vennero eseguiti nel 1921 da Jean Piaget, autore del libro Il giudizio morale nel fanciullo, nel quale scriverà che è compito della psicologia analizzare come i bambini assimilano ed imparano a rispettare le regole morali della società. Secondo Piaget, la morale degli infanti si divide in due forme: una prima forma detta realismo morale, dove il bambino si attiene rigidamente alle leggi morali imposte dalle autorità genitoriali, e una seconda detta relativismo morale, che si sviluppa a partire dagli 8 anni e dove il bambino realizza che la morale non è immutabile ma può essere soggetta a cambiamenti dovuti al tempo e al contesto.
Lawrence Kohlberg basandosi sui precedenti studi di Piaget, estende la sua teoria dello sviluppo morale espandendola anche agli adulti e dividendola. Attraverso il dilemma di Heinz, infatti, divide la morale in livelli e stadi. Il livello preconvenzionale, che prevale nei bambini, si divide in una fase di obbedienza e in una fase strumentale simili a quelle introdotte da Piaget. Il livello convenzionale, che prevale negli adulti e negli adolescenti, si divide nella fase dell'approvazione degli altri e nella fase dell'ordine e della legalità. Il livello postconvenzionale, infine, è raggiunto da pochi adulti e si divide in una fase orientata al contatto sociale e in una fase dominata dai principi di giustizia universale.
In tempi recenti le teorie di Kohlberg continuano ad essere accreditate, ma si fanno sempre più forti i legami tra la psicologia morale e le scienze cognitive. Se in passato la psicologia morale si basava solamente sullo studio della morale, oggi essa copre un numero più ambiti più ampio, che include anche lo studio del giudizio morale e degli atteggiamenti come altruismo ed egoismo. Gli studi sperimentali sulla morale, inoltre, iniziano a venire condotti in maniera telematica per coinvolgere una quantità maggiore di persone.